# 朴成
朴成（韓語：박성，1989年8月21日—），朝鲜族，已退役的中国足球运动员，曾效力于北京国安。

## 职业生涯
1989年，朴成出生于延边龙井市开山屯，之后先后移居到图们市和延吉市。
1997年，朴成8岁就在延吉市延北小学开始踢足球，小学毕业之后就到一家私人俱乐部开始接受正规的足球训练。
2003年朴成进入延边二队。
2007年，朴成进入延边一队，同年的中甲联赛第16轮上海七斗星主场对阵延边队的比赛中，朴成为延边队攻入致胜一球，该球是朴成职业生涯第一球。
2008年，朴成入选了中国国家青年足球队，参加了在沙特阿拉伯举行的亚洲足球青年锦标赛。
2011年2月25日，朴成转会加盟中超球队北京国安，转会费为300万元。
2023年11月4日，朴成宣布由于伤病原因从效力了12年的北京国安队退役。